# Carlowrightia myriantha
Carlowrightia myriantha är en akantusväxtart som först beskrevs av Standley, och fick sitt nu gällande namn av Standley. Carlowrightia myriantha ingår i släktet Carlowrightia och familjen akantusväxter. Inga underarter finns listade i Catalogue of Life.